# А (бирманская буква)
А — 33-я буква бирманского алфавита, универсальная основа для обозначения гласных (в комбинации с диакритическими знаками гласных может образовать весь состав бирманских гласных звуков). В словаре буква «А» образует самый большой раздел (около 15 % объёма). В тайском пали соответствует букве оанг, в сингальском пали для всех гласных свои знаки. Имена и названия городов на букву А называются тэнингэнвейнан и даются детям, родившимся в воскресенье.
По традиции, ориентированной на мон-кхмерскую лингвистику, буква А является последней буквой алфавита, но за ней следуют другие гласные:
- И —
- Иджи —
- У —
- Уджи —
- Э —
- О —
- Ау —

## Тэда (грамматика)
- А (အ) — шейтвэсалоун, приставка-субстантиватор.